# 可尼琥珀蜗牛
可尼琥珀蜗牛（学名：Guppya coneyi）是柄眼目琥珀蜗牛科Guppya的一种。本物種的種小名是紀念軟體動物學家Coney。

## 分佈
主要分布于台湾，常栖息在落叶堆下。